# 브리젯 런디페인
브리젯 런디페인(Brigette Lundy-Paine, 1994년 8월 10일 ~ )은 미국의 배우이다. 넷플릭스 시리즈 《별나도 괜찮아》의 케이시 가드너 역으로 이름을 알렸다.

## 출연 작품
- 엑설런트 어드벤쳐 3 (2020)
- 밤쉘: 세상을 바꾼 폭탄선언 (2019)